# Franz Mader (Heimatforscher)
Franz Mader (* 21. Juni 1931 in Simbach am Inn; † 11. April 2006 in Passau) war ein deutscher Heimatforscher. Von 1984 bis 2005 war er Stadtheimatpfleger der Stadt Passau. Als Abgeordneter der CSU gehörte er von 1978 bis 1990 dem Stadtrat von Passau an.
Mader kam 1955 in die niederbayerische Domstadt. Hier war der gelernte Kaufmann zunächst in der Brauerei Hacklberg, danach in der Hefefabrik Wieninger tätig. 1974 übernahm er beim Bistum Passau das Amt des Diözesankustos und baute hier zusammen mit Eduard Pletl das Kunstreferat der Diözese auf. Beiden ist die systematische Erfassung und Sicherung der kirchlichen Kunstgüter in den Pfarreien des Bistums zu verdanken. Auch die Einrichtung des Domschatz- und Diözesanmuseums der Stadt Passau oblag ihm. In mehreren Veröffentlichungen präsentierte er die Ergebnisse seiner Forschungen zur Geschichte des Bistums.
Zudem wirkte Mader von 1984 bis 2005 als Heimatpfleger der Stadt. Mit seinen Büchern zur Stadtgeschichte und Ausstellungen lieferte er einen wesentlichen Beitrag zur Erforschung der Stadtgeschichte und den Biografien ihrer Bürger. Die von ihm organisierte Ausstellung Passavia Sacra besuchten 1975 rund 75.000 Besucher.
Für seine Verdienste um die Erforschung der Heimatgeschichte wurde ihm 1997 der Oswald-Ring des Vereins für Ostbairische Heimatforschung verliehen.

## Schriften
- Pfarrgeschichte der Pfarrei St. Severin (online, Zugriff am 26. September 2018).
- Tausend Passauer. Biographisches Lexikon zu Passaus Stadtgeschichte. Neue-Presse-Verlag-GmbH, Passau 1995, ISBN 3-924484-98-8.
- Vergessene Kirchen. Profanierte oder abgebrochene Kirchen und Kapellen in Passau. (= Der Passauer Wolf 14), Passau 2000.